# Zygmuntów (przystanek kolejowy)
Zygmuntów – przystanek kolejowy w Karczówce, w województwie mazowieckim. Znajdują się tu 2 perony.

## Ruch pasażerski
| Rok  | Wymiana pasażerska na dobę |
| ---- | -------------------------- |
| 2017 | 0-9                        |
| 2022 | 0-9                        |

## Połączenia
- Drzewica
- Łódź Fabryczna
- Radom Główny